# Ted Nash (Ruderer)
Theodore „Ted“ Allison Nash II (* 29. Oktober 1932 in Melrose, Massachusetts; † 3. Juli 2021 in Medford, New Jersey) war ein US-amerikanischer Ruderer und zweifacher olympischer Medaillengewinner.
Ted Nash begann seine Ruderkarriere in Boston, wechselte dann aber an die University of Washington und ruderte dort für das Universitätsteam Huskies und für den Lake Washington Rowing Club. Der 1,93 m große Nash siegte bei den Panamerikanischen Spielen 1959 und 1963. Bei den Olympischen Spielen 1960 gewann der amerikanische Vierer ohne Steuermann mit Arthur Ayrault, Ted Nash, John Sayre und Richard Wailes vor den Booten aus Italien und aus der Sowjetunion. Vier Jahre später war Nash zusammen mit Geoffrey Picard, Richard Lyon und Theodore Mittet auch bei den Olympischen Spielen 1964 dabei und gewann die Bronzemedaille hinter den Dänen und Briten.
Ab 1965 betreute Nash das Erstsemester-Boot (Freshmen) der University of Pennsylvania, 1969 übernahm er die erste Mannschaft. In seiner Trainerlaufbahn betreute er vierzig Ruderer, die es bis zur Olympiateilnahme brachten. Er betreute neun Boote bei Olympischen Spielen oder bei Panamerikanischen Spielen. Nash war Gründer der amerikanischen Frauenruderorganisation und Mitglied des US-Komitees für das olympische Frauenrudern.